# Liga del Ramal Jujeña de Fútbol
La Liga del Ramal Jujeña de Fútbol es una liga regional de fútbol amateur de la Provincia de Jujuy, Argentina. La liga está compuesta de 11 equipos pertenecientes a los departamentos de San Pedro y Santa Bárbara. La temporada se desarrolla de marzo a diciembre.
A nivel nacional, la liga se ubica en la quinta división del fútbol argentino que corresponde a los clubes indirectamente afiliados a la AFA, a su vez, clasifica dos equipos al Torneo Regional Federal Amateur, categoría que otorga cuatro ascensos al Torneo Federal A, y a la Copa Jujuy, que define al campeón de la provincia.
Los equipos de Río Grande, Atlético San Pedro y Sociedad de Tiro y Gimnasia son los tres equipos dominantes de la liga desde su creación. 
La liga se afilió al Consejo Federal del Fútbol Argentino en 2016.

## Equipos participantes
12 clubes son los que integran actualmente la Liga Regional Jujeña de Fútbol.
| Equipo                                | Localidad/Departamento                     | Estadio                    | Capacidad | Año de fundación | Títulos | Participación en torneos de AFA |
| ------------------------------------- | ------------------------------------------ | -------------------------- | --------- | ---------------- | ------- | ------------------------------- |
| Club Atlético La Esperanza            | La Esperanza, Departamento San Pedro       | Fernando Sembinelli        | 4000      | -                | 0       | -                               |
| Club Atlético San Pedro               | San Pedro de Jujuy, Departamento San Pedro | La Visera de Cemento       | 2000      | 1917             | 3       | Torneo Regional Federal Amateur |
| Club Defensores La Merced             | San Pedro de Jujuy, Departamento San Pedro | -                          | -         | -                | 0       | -                               |
| Club Social y Deportivo Parapetí      | Parapetí, Departamento San Pedro           | -                          | -         | -                | 0       | -                               |
| Club Atlético El Polo                 | La Esperanza, Departamento San Pedro       | -                          | -         | -                | 0       | -                               |
| Club Atlético Independiente           | San Pedro de Jujuy, Departamento San Pedro | -                          | -         | -                | 0       | -                               |
| Club Deportivo La Merced              | San Pedro de Jujuy, Departamento San Pedro | -                          | -         | -                | 0       | -                               |
| Club Atlético Providencia             | San Pedro de Jujuy, Departamento San Pedro | -                          | -         | -                | 0       | -                               |
| Los Pumitas de Santa Clara            | Santa Clara, Departamento Santa Bárbara    | -                          | -         | -                | 0       | -                               |
| Asociación Tiro y Deportes Río Grande | La Mendieta, Departamento San Pedro        | Río Grande                 | 2000      | 1976             | 1       | -                               |
| Club Deportivo Rodeito                | Rodeíto, Departamento San Pedro            | -                          | -         | -                | 0       | -                               |
| Club Sociedad de Tiro y Gimnasia      | San Pedro de Jujuy, Departamento San Pedro | Fortín del Barrio Belgrano | 4500      | 1914             | 1       | Torneo Regional Federal Amateur |

### Equipos por localidades
| Departamento  | Equipos | Títulos |
| ------------- | ------- | ------- |
| San Pedro     | 11      | 4       |
| Santa Bárbara | 1       | 0       |